# Aloe schweinfurthii
Aloe schweinfurthii är en grästrädsväxtart som beskrevs av John Gilbert Baker. Aloe schweinfurthii ingår i släktet Aloe och familjen grästrädsväxter. Inga underarter finns listade i Catalogue of Life.